# Wysiełki (obwód samarski)
Wysiełki (ros. Выселки) – wieś (sieło) w Rosji, w obwodzie samarskim, w rejonie stawropolskim. W 2021 liczyła 3827 mieszkańców.